# Monika Schnarre
Monika Schnarre (Toronto, 27 mei 1971) is een Canadese en Amerikaanse actrice.

## Biografie
Schnarre heeft haar highschool doorlopen op het Woburn Collegiate Institute in haar geboorteplaats Ontario. Toen zij veertien jaar was won ze de prestigieuze Ford Modeling Agency's Supermodel of the World en op haar vijftiende was zij de jongste ooit die verscheen op de cover van de Vogue. Na vijf jaar modellenwerk verliet ze deze wereld, maakte ze haar highschool af en verhuisde naar Los Angeles om te gaan acteren.
Schnarre begon in 1989 met acteren in de televisieserie Friday the 13th. Hierna heeft ze nog andere rollen gespeeld in televisieseries en films, zoals in Beverly Hills, 90210 (1995-1996), BeastMaster (1999-2002) en Andromeda (2001-2005).
Schnarre woont de laatste tijd weer in haar geboorteland Canada in Toronto. Daar werkt zij als model, actrice en als presentatrice van een talkshow. Haar hobby's zijn hardlopen, kamperen, yoga en haar woning opknappen.
Schnarre is drietalig, ze spreekt Engels, Frans en Duits.

## Filmografie

### Films
- 2006 Underfunded – als Juliette Glickman
- 2004 Love on the Side – als Linda Avery
- 2001 Snowbound – als Liz Garnett
- 2001 Turbulence 3: Heavy Metal – als Erica Black
- 2001 Vegas, City of Dreams – als Jessica Garret
- 1997 The Peacekeeper – als Jane
- 1997 Dead Fire – als Kendall Black
- 1997 Sanctuary – als Colette Fortier
- 1996 Ed McBain’s 87th Precinct: Ice – als Augusta Blair
- 1994 Junior – als verpleegster
- 1994 Killer – als Laura
- 1994 Fearless Tiger – als Ashley
- 1993 Warlock: The Armageddon – als model
- 1992 Waxwork II: Lost in Time – als Sarah Brightman
- 1991 The Death Merchant – als Amanda

### Televisieseries
Uitgezonderd eenmalige gastrollen.
- 1999 – 2002 BeastMaster – als tovenares – 29 afl.
- 1998 – 1999 Night Man – als Zentare – 2 afl.
- 1995 – 1996 Beverly Hills, 90210 – als Elle – 4 afl.
- 1994 The Bold and the Beautiful – als Ivana Vanderveld – 2 afl.

### Computerspellen
- 1999 Command & Conquer: Tiberian Sun – als Oxanna Kristos

- Gemeinsame Normdatei: 1281154571
- International Standard Name Identifier: 0000 0000 7501 8601
- Library of Congress Control Number: no2018177196
- Nationale Bibliotheek van Polen: a0000001782016
- Virtual International Authority File: 105119939
- WorldCat: E39PBJdRxMHRDbD4CCR7dvWqwC